# Rodmell
Rodmell è una piccola cittadina del Regno Unito, che si trova nell'East Sussex, nel sud dell'Inghilterra. 
È per lo più abitata da pensionati. Nella parte più bassa, perché estesa lungo il fianco di una collina, vi si trova la chiesa con annesso il cimitero, una scuola, un pub e la casa ove soggiornò la scrittrice Virginia Woolf. Ai piedi della cittadina scorre il fiume Ouse ove la stessa si tolse la vita.